# China Xinjiang Airlines

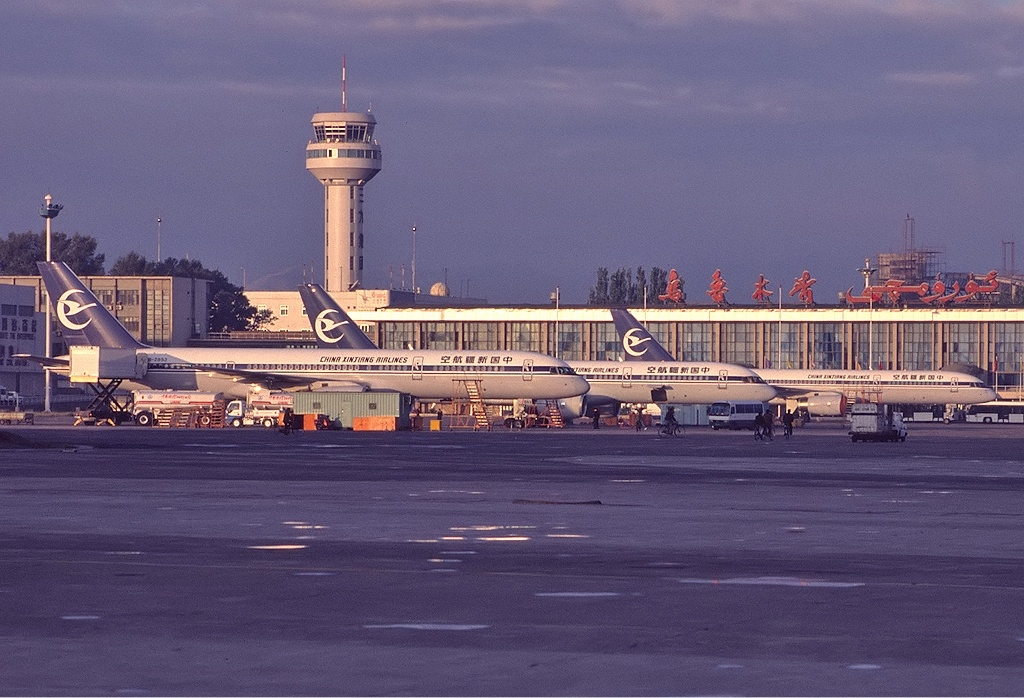
Boeing 757 de la 新疆航空公司：Xinjiang Airlines parké à l'aéroport d3 Xinjiang

China Xinjiang Airlines (code AITA XO ; code OACI CXJ) est la compagnie aérienne chinoise du Xinjiang.
新疆航空公司：Xinjiang Airlines（XO)（也被南航养了).
Elle appartient au groupe China Southern.